# NGC 7733
NGC 7733 је спирална галаксија у сазвежђу Тукан која се налази на NGC листи објеката дубоког неба.
Деклинација објекта је - 65° 57' 22" а ректасцензија 23h 42m 32,9s. Привидна величина (магнитуда) објекта NGC 7733 износи 13,6 а фотографска магнитуда 14,4. NGC 7733 је још познат и под ознакама ESO 110-22, ESO 78-1, AM 2339-661, PGC 72177.